# Liste der Biografien/Smith, M
Liste der Biografien |
Portal Biografien |
M Personensuche
# |
A |
B |
C |
D |
E |
F |
G |
H |
I |
J |
K |
L |
M |
N |
O |
P |
Q |
R |
S |
T |
U |
V |
W |
X |
Y |
Z |
?
 
Sa |
Sb |
Sc |
Sd |
Se |
Sf |
Sg |
Sh |
Si |
Sj |
Sk |
Sl |
Sm |
Sn |
So |
Sp |
Sq |
Sr |
Ss |
St |
Su |
Sv |
Sw |
Sy |
Sz
 
Sma |
Smb |
Sme |
Smi |
Smj |
Smo |
Smr |
Smu |
Smy
 
Smia |
Smic |
Smid |
Smie |
Smig |
Smij |
Smik |
Smil |
Smir |
Smis |
Smit
 
Smita |
Smite |
Smith |
Smitk |
Smitr |
Smits |
Smitt
 
Smith, A |
Smith, B |
Smith, C |
Smith, D |
Smith, E |
Smith, F |
Smith, G |
Smith, H |
Smith, I |
Smith, J |
Smith, K |
Smith, L |
Smith, M |
Smith, N |
Smith, O |
Smith, P |
Smith, Q |
Smith, R |
Smith, S |
Smith, T |
Smith, U |
Smith, V |
Smith, W |
Smith, Y |
Smith, Z |
Smith? |
Smitha |
Smithe |
Smithi |
Smiths |
Smithw |
Smithy
Die Liste der Biografien führt alle Personen auf, die in der deutschsprachigen Wikipedia einen Artikel haben. Dieses ist eine Teilliste mit 93 Einträgen von Personen, deren Namen mit den Buchstaben „Smith, M“ beginnt.

## Smith, M
- Smith, M. Hoke (1855–1931), US-amerikanischer Politiker

### Smith, Ma
- Smith, Mackenzie Brooke (* 2001), US-amerikanische Schauspielerin und Model
- Smith, Madelaine (* 1995), britische Skeletonpilotin
- Smith, Madeleine (1835–1928), britische Angeklagte in einem Mordprozess
- Smith, Madeline (* 1949), britisches Fotomodell und Schauspielerin bei Film, Bühne und Fernsehen
- Smith, Madison R. (1850–1919), US-amerikanischer Politiker
- Smith, Maggie (1934–2024), britische SchauspielerinMaggie Smith (1934–2024)

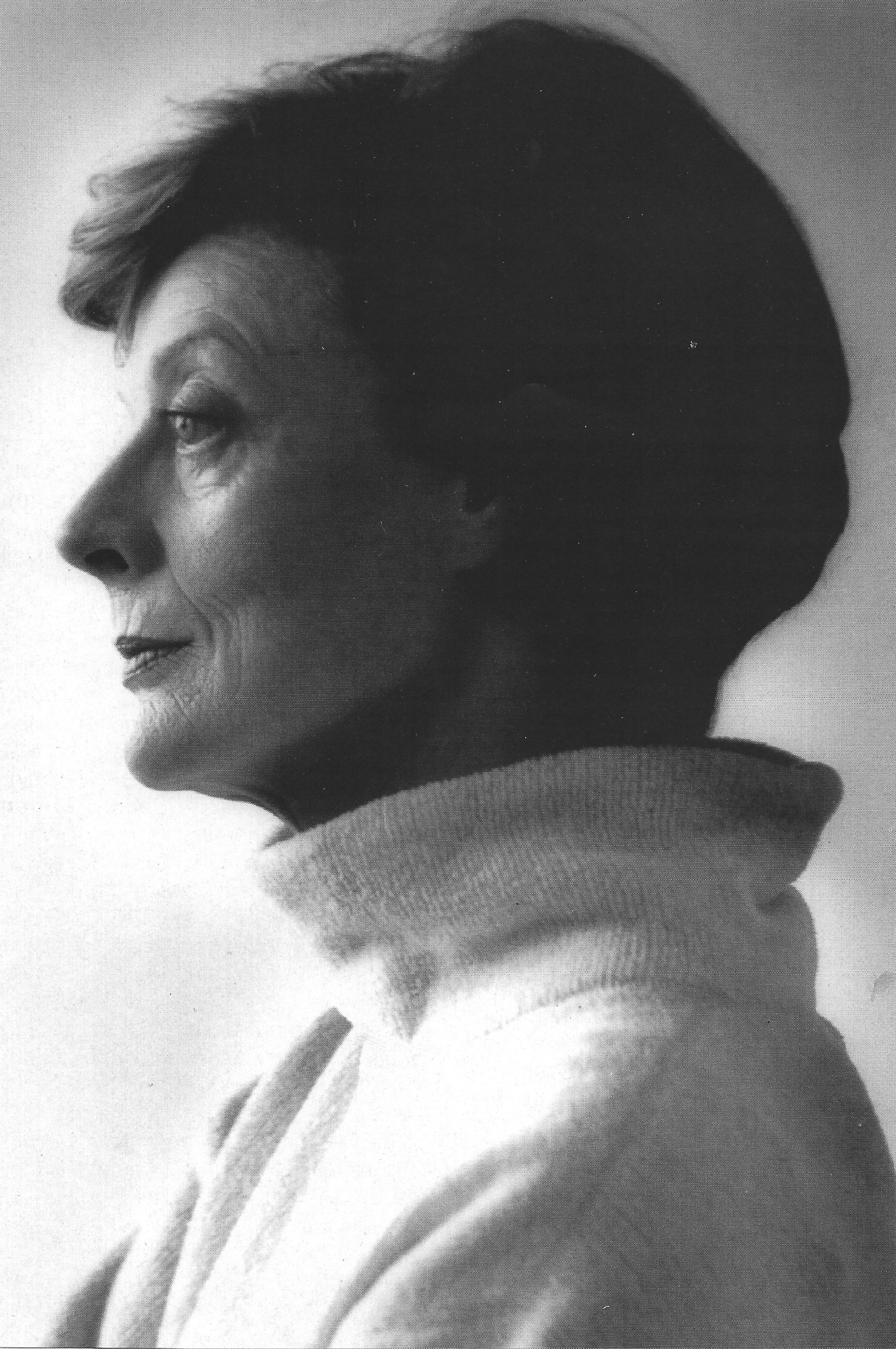
Maggie Smith (1934–2024)

- Smith, Maggie (* 1977), amerikanische Dichterin, Schriftstellerin und Redakteurin
- Smith, Makyla (* 1982), kanadische Schauspielerin
- Smith, Malcolm (1856–1935), schottischer Politiker
- Smith, Malcolm (* 1956), US-amerikanischer Politiker
- Smith, Malcolm (* 1989), US-amerikanischer American-Football-Spieler
- Smith, Malcolm Arthur (1875–1958), britischer Arzt und Herpetologe
- Smith, Malique (* 1997), Leichtathlet von den amerikanischen Jungferninseln
- Smith, Mam, US-amerikanische Schauspielerin, Stuntfrau und Intimitätskoordinatorin
- Smith, Mamie (1891–1946), US-amerikanische Vaudeville-Sängerin, Tänzerin, Pianistin, Gitarristin und Schauspielerin
- Smith, Mandy (* 1970), britisches Modell und Sängerin
- Smith, Marc (* 1949), US-amerikanischer Dichter, Gründer der Poetry-Slam-Bewegung
- Smith, Marcus (* 1999), englischer Rugbyspieler
- Smith, Marcus A. (1851–1924), US-amerikanischer Politiker (Demokratische Partei)
- Smith, Margaret (* 1961), schottische Politikerin
- Smith, Margaret Chase (1897–1995), US-amerikanische Politikerin
- Smith, Margo (1942–2024), US-amerikanische Country-Musikerin
- Smith, Maria Ann (1799–1870), australisch-britische Landwirtin
- Smith, Mark (* 1951), britischer Ägyptologe
- Smith, Mark (* 1952), britischer Schriftsteller
- Smith, Mark (* 1969), deutscher Musiker, Sänger, Entrepreneur, Songwriter und Musikproduzent
- Smith, Mark (* 1977), kanadischer Eishockeyspieler
- Smith, Mark, US-amerikanischer Tontechniker
- Smith, Mark Coles (* 1987), australischer Aborigine-Schauspieler, Sounddesigner, Tontechniker, Autor und Komponist
- Smith, Mark E. (1957–2018), britischer Sänger der Post-Punk-Band The FallMark E. Smith (1957–2018)

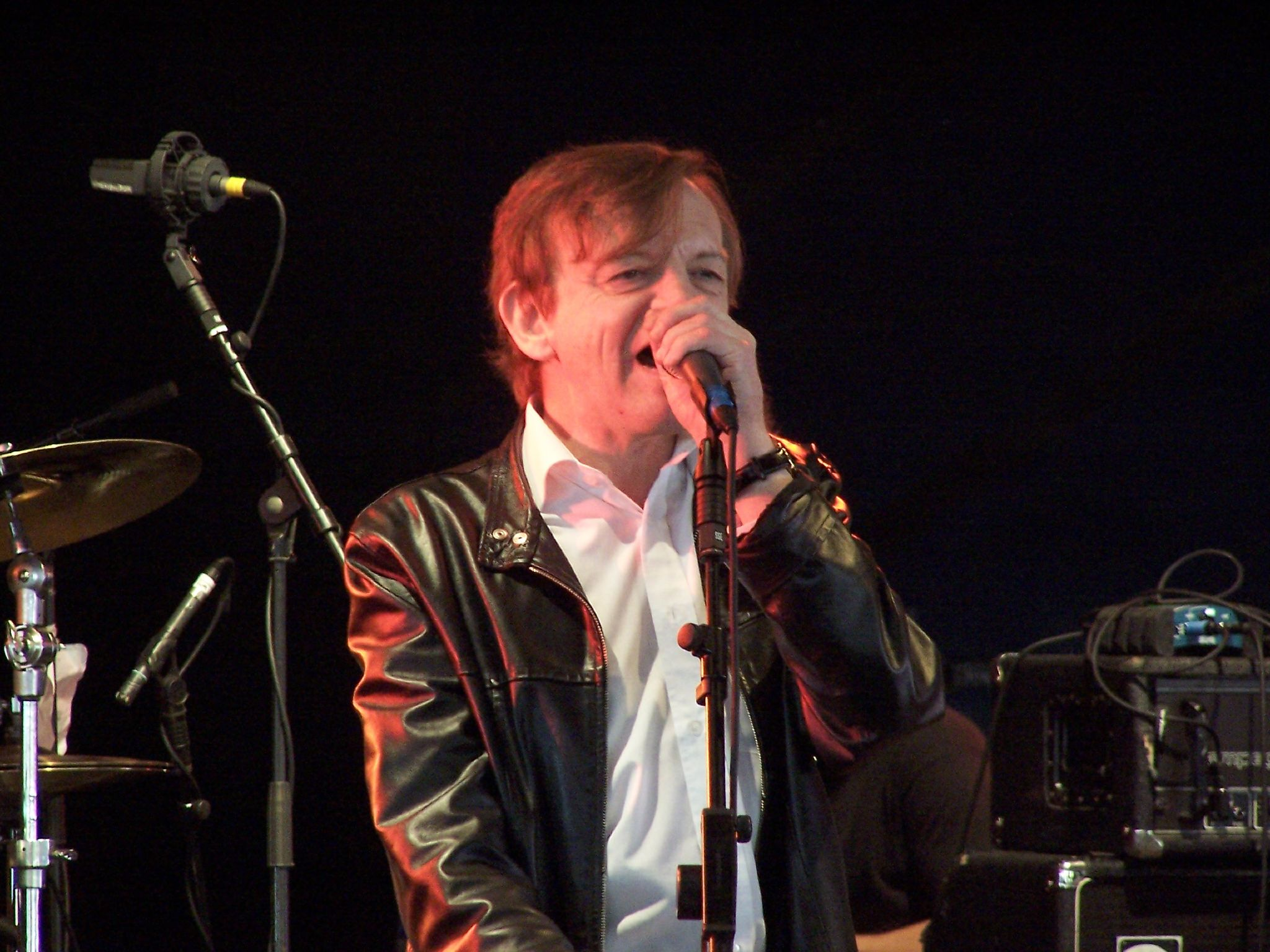
Mark E. Smith (1957–2018)

- Smith, Mark L, US-amerikanischer Drehbuchautor
- Smith, Martha (* 1952), US-amerikanisches Fotomodell, Playmate und Schauspielerin
- Smith, Martin (1946–1997), englischer Schlagzeuger
- Smith, Martin (* 1949), britischer Automobildesigner
- Smith, Martin (* 1958), britischer Schwimmer
- Smith, Martin (* 1961), englischer Snookerspieler
- Smith, Martin Cruz (1942–2025), US-amerikanischer SchriftstellerMartin Cruz Smith (1942–2025)

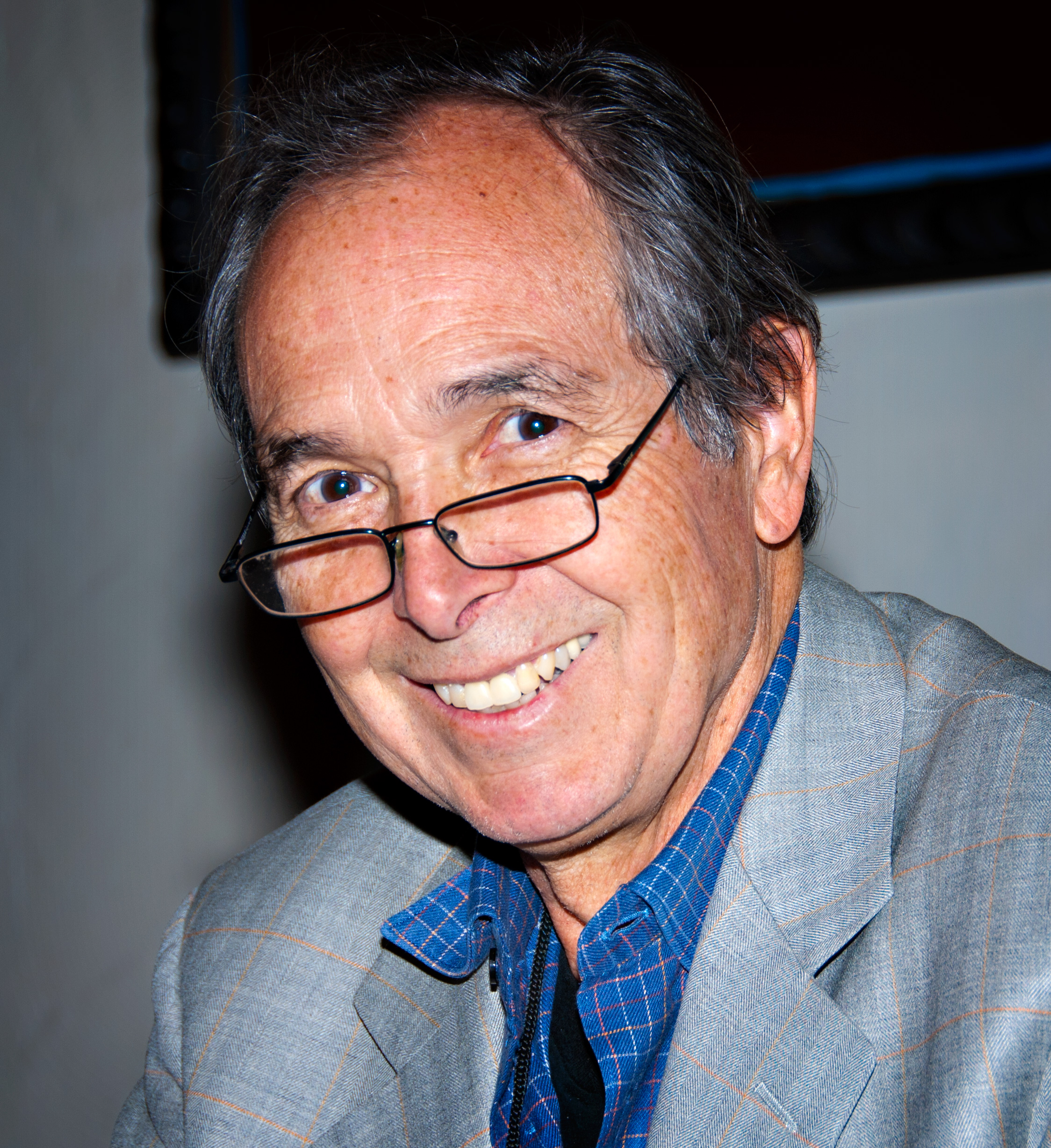
Martin Cruz Smith (1942–2025)

- Smith, Martin F. (1891–1954), US-amerikanischer Politiker
- Smith, Martin Ferguson (* 1940), irischer Altphilologe, Epigraphiker und Philosophiehistoriker (Editionsphilologe)
- Smith, Marty (* 1987), US-amerikanischer Biathlet
- Smith, Marvin Boogaloo (* 1948), US-amerikanischer Jazzmusiker (Schlagzeug)
- Smith, Marvin Smitty (* 1961), US-amerikanischer Jazzschlagzeuger
- Smith, Mary, britische Aufweckerin
- Smith, Mary Louise (1914–1997), US-amerikanische Politikerin, Vorsitzende der Republikanischen Partei
- Smith, Matafetu, niueanische Weberin
- Smith, Matt (* 1982), australischer Fußballspieler
- Smith, Matt (* 1982), britischer Theater- und FernsehschauspielerMatt Smith (* 1982)

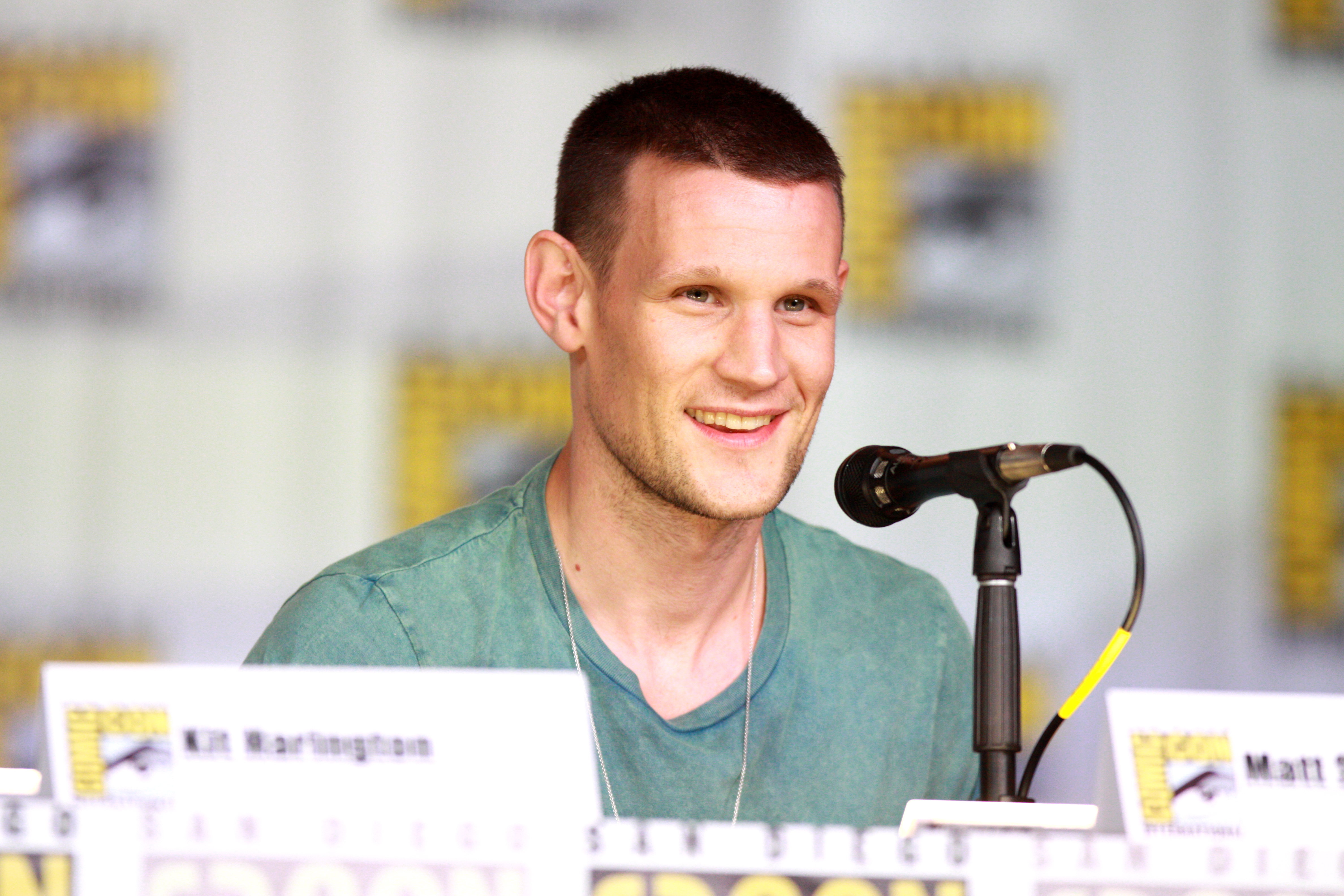
Matt Smith (* 1982)

- Smith, Matthew (1879–1959), englischer Maler
- Smith, Matthew (* 1997), schottischer Fußballspieler
- Smith, Matthew (* 1999), walisisch-englischer Fußballspieler
- Smith, Matthew A. (* 1967), englischer Badmintonspieler
- Smith, Maurice (* 1980), jamaikanischer Zehnkämpfer
- Smith, May Abel (1906–1994), britisches Mitglied der Königsfamilie

### Smith, Me
- Smith, Megan (* 1964), amerikanische Ingenieurin und Managerin
- Smith, Mel (1952–2013), britischer Komiker, Regisseur und Schauspieler
- Smith, Melancton (1744–1798), amerikanischer Offizier, Händler und Politiker
- Smith, Melanie (* 1962), US-amerikanische Schauspielerin
- Smith, Melden E. (1930–2007), US-amerikanischer Pilot
- Smith, Melvin (* 1936), US-amerikanischer R&B-Sänger, Songwriter und Gitarrist
- Smith, Meriwether (1730–1790), US-amerikanischer Politiker

### Smith, Mi
- Smith, Michael (1932–2000), kanadischer Chemiker, Nobelpreis für Chemie (1993)
- Smith, Michael (* 1940), irischer Geistlicher, emeritierter römisch-katholischer Bischof von Meath
- Smith, Michael (* 1940), irischer Politiker
- Smith, Michael (* 1951), US-amerikanischer Video- und Performancekünstler
- Smith, Michael (* 1955), US-amerikanischer Basketballschiedsrichter
- Smith, Michael (* 1988), nordirischer Fußballspieler
- Smith, Michael (* 1990), englischer DartspielerMichael Smith (* 1990)

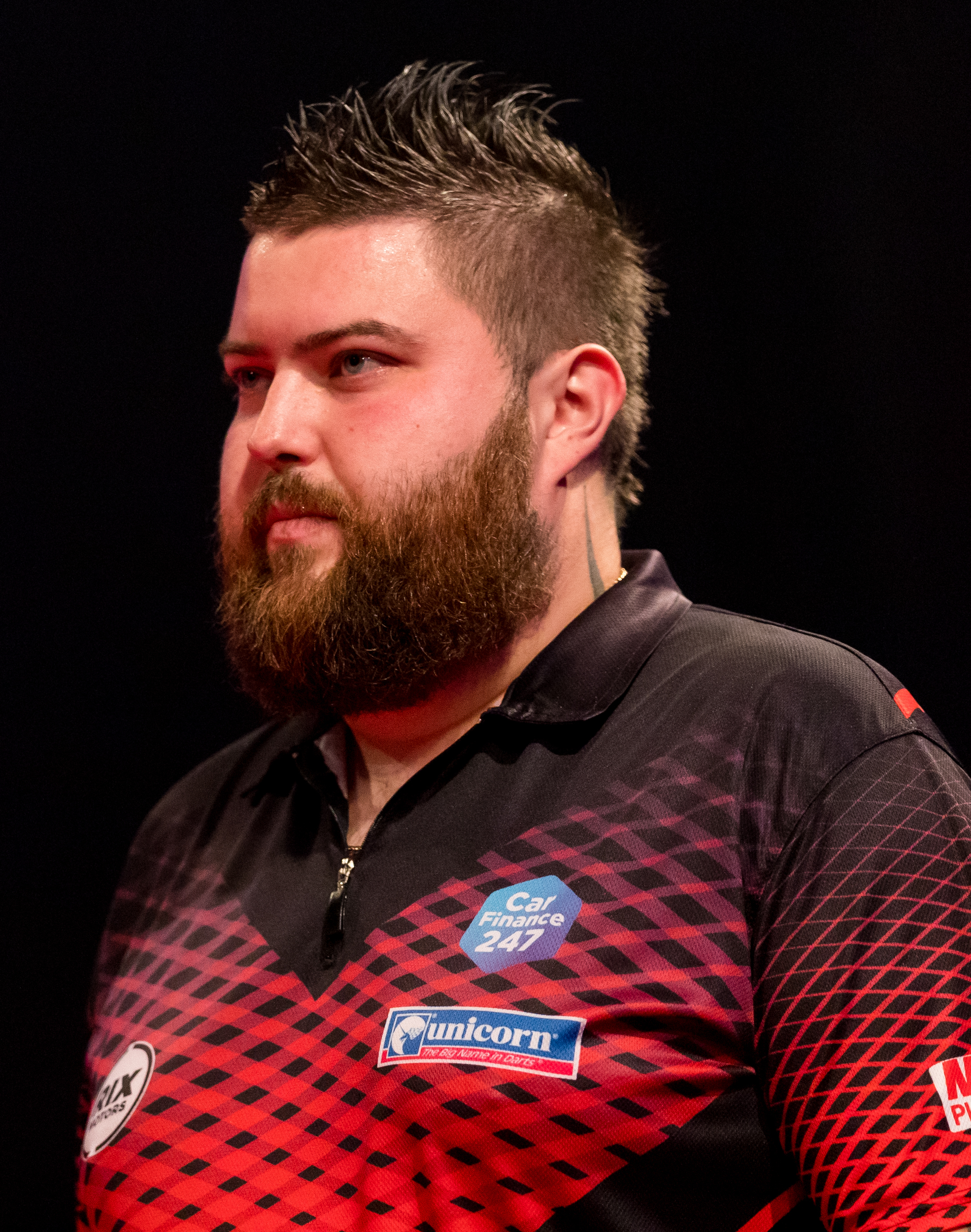
Michael Smith (* 1990)

- Smith, Michael John (1945–1986), US-amerikanischer Astronaut
- Smith, Michael Marshall (* 1965), englischer Schriftsteller und Drehbuchautor
- Smith, Michael W. (* 1957), US-amerikanischer Sänger und Songschreiber
- Smith, Michaela (* 1970), australische Badmintonspielerin
- Smith, Michele (* 1967), US-amerikanische Softballspielerin
- Smith, Michele, US-amerikanisches Model, Fernsehmoderatorin, Filmschauspielerin und Modedesignerin
- Smith, Michelle (* 1969), irische Schwimmerin
- Smith, Michelle (* 2006), Leichtathletin von den amerikanischen Jungferninseln
- Smith, Mike (1943–2008), britischer Rock- und Popsänger
- Smith, Mike (* 1957), US-amerikanischer Jazz-Saxophonist und Hochschullehrer
- Smith, Mike (* 1959), US-amerikanischer American-Football-Trainer
- Smith, Mike (* 1965), US-amerikanischer Basketballtrainer
- Smith, Mike (* 1967), kanadischer Zehnkämpfer
- Smith, Mike (* 1970), afro-amerikanischer Death-Metal-Schlagzeuger
- Smith, Mike (* 1982), kanadischer Eishockeytorwart
- Smith, Mike (* 1987), US-amerikanischer Basketballspieler
- Smith, Miles (* 1984), US-amerikanischer Sprinter
- Smith, Miriam (* 1960), kanadische Politikwissenschaftlerin
- Smith, Miriama (* 1976), neuseeländische Schauspielerin

### Smith, Mo
- Smith, Molly (* 1973), US-amerikanische Filmproduzentin
- Smith, Morris Eugene (1912–2005), US-amerikanischer Tennisspieler
- Smith, Morton (1915–1991), US-amerikanischer Historiker, Theologe und Hochschullehrer

### Smith, Mu
- Smith, Munroe (1854–1926), US-amerikanischer Historiker und Rechtswissenschaftler

### Smith, My
- Smith, Myles (* 1998), englischer Singer-Songwriter
- Smith, Mysterious Billy (1871–1937), kanadischer Boxer